# Ambel, Isère
Ambel là một xã thuộc tỉnh Isère, vùng Rhône-Alpes đông nam nước Pháp. Xã này nằm ở khu vực có độ cao từ 735-1596 mét trên mực nước biển.